# フューチャー・デイズ
『フューチャー・デイズ』（Future Days）は、ドイツのロック・バンド、カンが1973年に発表したスタジオ・アルバム。

## 背景
音楽的にはアンビエント的な方向性を探求した作品とみなされている。ただし、イルミン・シュミットは『Sound On Sound』誌2012年7月号のインタビューにおいて、最初からそうした路線を狙っていたわけではなく「我々は演奏を始めることでアイディアが育っていった。『フューチャー・デイズ』のレイド・バックした雰囲気は演奏がもたらしたんだ」と語っている。また、シュミットによれば、タイトル曲「Future Days」録音時は夏だったためスタジオのドアが開いており、更にダモ鈴木が座っていたクッションの効果もあって「がさがさした奇妙な響きになった」という。
ホルガー・シューカイは1997年、本作のLPのB面を占める曲「Bel Air」について「時にはドラマティックにもなるけど、穏やかな風景を描写した演奏で、エレクトリック・シンフォニー・グループとしてのカンの姿を示した」と説明している。
本作を最後にダモ鈴木がバンドを脱退した。鈴木自身は2002年のインタビューにおいて、本作がカンと共に制作したアルバムの最高傑作と発言しており、「あの後は彼らに対して求めるものがなくなった。私は音楽的に、とても満足できた。新しい生活を始めるのに全くうってつけの時だった」「他の誰も、あんな空間には辿り着けない。正に新しい次元だ」と振り返っている。

## 評価・影響
Anthony Tognazziniはオールミュージックにおいて5点満点を付け「ボーカリストのダモ鈴木は、バンド在籍時において最後の、そして最も素晴らしいパフォーマンスを成し遂げた。リズミックかつナンセンスな囁きの形を取った彼のボーカルは、全くもってミニマルに織り込まれ、陰影に富んでいる」「タイトルに相応しく、『フューチャー・デイズ』は猛烈な進化、穏やかさ、複雑さ、激しさ、そして美しさが同時に味わえる」と評している。ピッチフォーク・メディアのスタッフが2004年に選出した「1970年代のトップ100アルバム」では56位にランク・イン。
イギリス人ジャーナリストのDavid Stubbsは、本作からタイトルを取ったクラウトロック史の書籍『Future Days』を2014年に出版している。2016年には邦訳版も出版。
2015年に発表された『ローリング・ストーンが選ぶ史上最高のプログレ・ロック・アルバム50』に於いては、第8位に選ばれている。

## 収録曲
全曲ともメンバー5人の共作。

### Side 1
1. Future Days - 9:30
2. Spray - 8:29
3. Moonshake - 3:04

### Side 2
1. Bel Air - 19:52

## 参加ミュージシャン
- ホルガー・シューカイ - ベース
- ダモ鈴木 - ボーカル
- ミヒャエル・カローリ - ギター
- イルミン・シュミット - キーボード
- ヤキ・リーベツァイト - ドラムス